# نراندامه نخستین

در جنین‌شناسی، نراندامه نخستین، به چوچوله در جنس زن یا آلت نری در جنس مرد، به ویژه در طول رشد اندام‌های ادراری و تولید مثل و پیش از آشکار شدن تمایز جنسی اشاره دارد. همچنین، نراندامه نخستین به سرنره نابالغ در مردان نیز اشاره دارد.

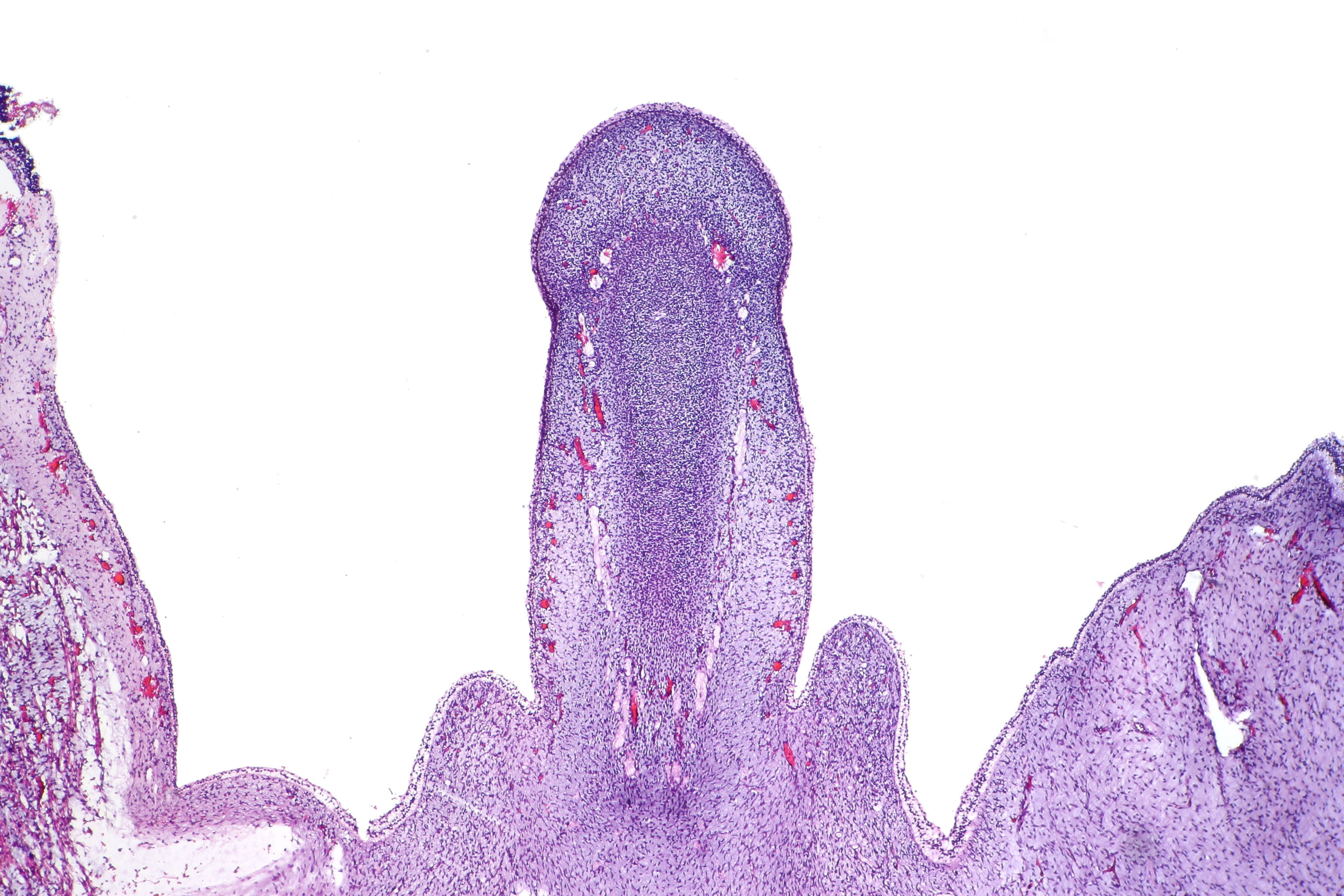
کوچک‌نگاره از نراندامه نخستین لکه ایچ و ئی
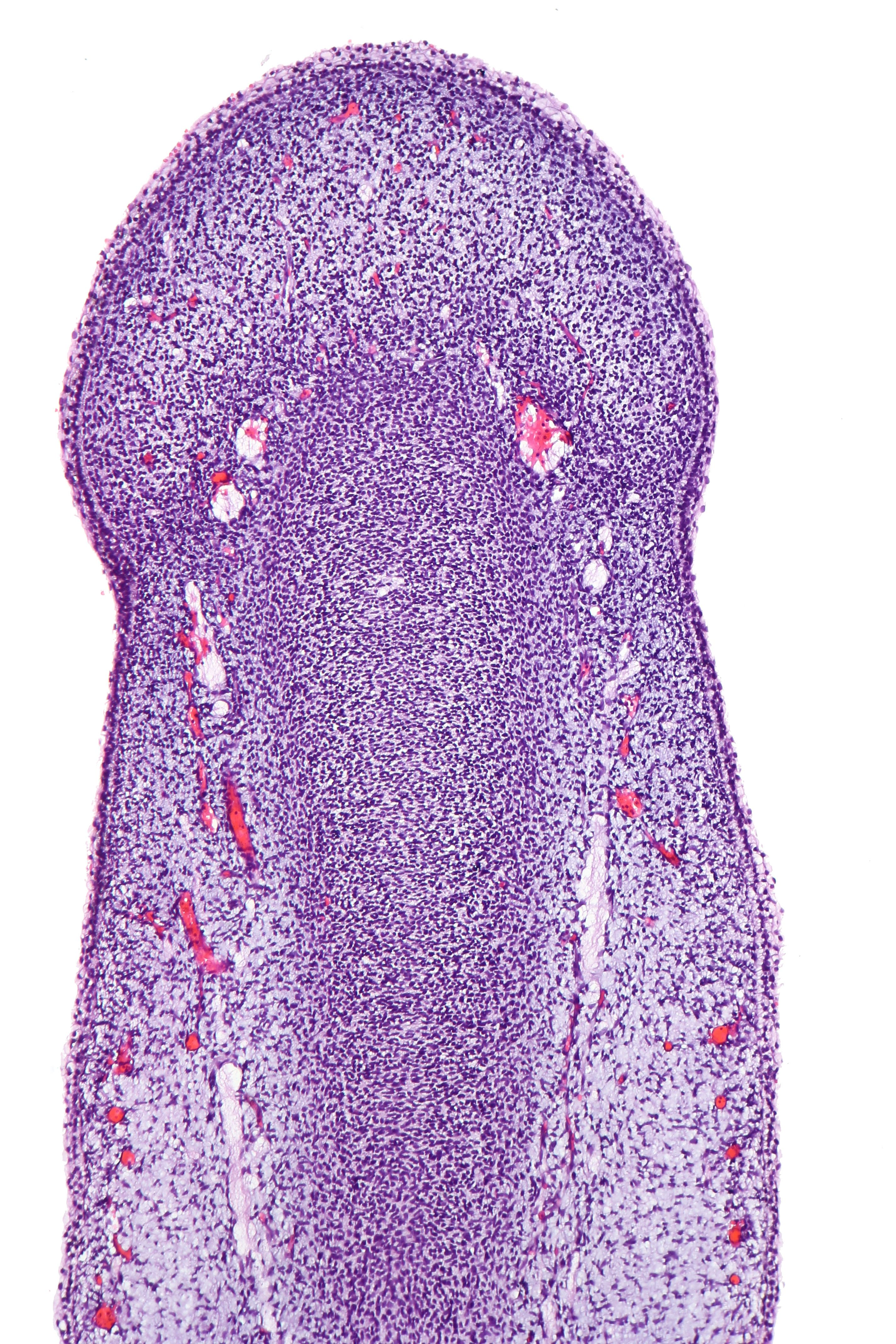
کوچک‌نگاره از نراندامه نخستین لکه ایچ و ئی